# Pseudobagrus koreanus
Pseudobagrus koreanus är en fiskart som beskrevs av Uchida, 1990. Pseudobagrus koreanus ingår i släktet Pseudobagrus, och familjen Bagridae. Inga underarter finns listade.